# Коорбитальная орбита

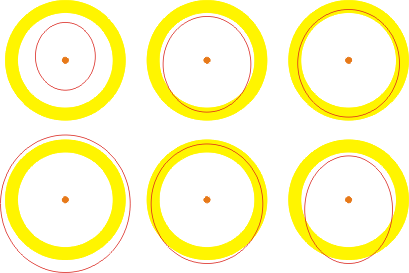
Внутренняя орбита: левый, верхний;
Внешняя орбита: левый, нижний;
Внутренний грейзер: средний, верхний;
Внешний грейзер: средний, нижний;
Коорбитальная орбита: правый, верхний
Кроссер-орбита: правый, нижний;

Коорбитальная орбита — это один из шести типов орбит астероидов и КА вокруг Солнца, по отношению к планетам Солнечной системы. На данном рисунке этот тип показан справа сверху. Солнце обозначено оранжевой точкой, а толстым жёлтым кругом показана орбита планеты, ограниченная расстоянием от Солнца в перигелии и в афелии. Астероид движется примерно по той же орбите, что и планета, не приближаясь и не удаляясь от неё. Примером могут служить такие группы астероидов как троянцы и греки, которые находятся в точках Лагранжа планеты Юпитер.